# 王良卿 (嘉靖进士)
王良卿（1495年—1525年），字汝忠，江西吉安府安福縣人，民籍。

## 生平
治《易經》，排行第八，嘉靖元年（1522年）壬午科江西鄉試第一百八十二名舉人，年二十九歲中式嘉靖二年（1523年）癸未科會試第三百七十五名，第三甲第一百四十四名進士。授太湖县知县，操履方潔，法令嚴著，施为有度，百廢俱興，尤勤興學，政甫一載，以疾卒于官。

## 家族
曾祖王俊英。祖父王萬章，封主事。父王爵，长芦運使，進階通議大夫。前母鄧氏，贈安人。母謝氏，封安人。具庆下。兄王鈺。